# Valtteri Bottas
Valtteri Viktor Bottas (IPA: [ˈʋɑltːeɾi ˈbotːɑs]; Nastola, 1989. augusztus 28. –) finn autóversenyző, a Sauber csapat pilótája a Formula–1-ben.
A 2011-es szezonban a Williams istálló tesztpilótája lett, majd a 2013-as évtől a csapat pilótájává lépett elő egészen a 2016-os szezon végéig, majd a visszavonult világbajnok Nico Rosberg helyére szerződtette a Mercedes. A 2022-es szezontól a Sauber pilótája, honfitársát, Kimi Räikkönent váltva.

## Pályafutása

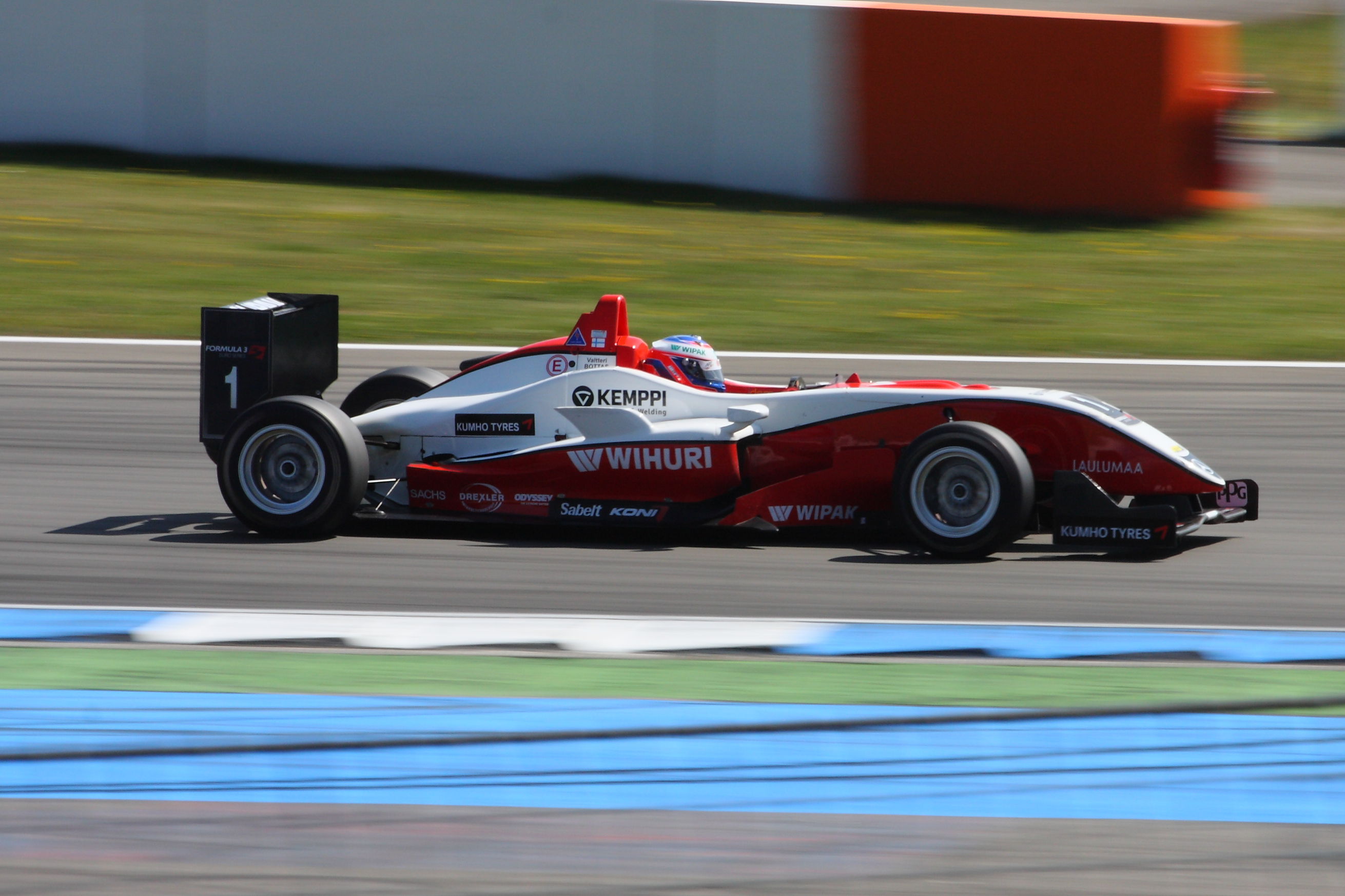
Bottas 2010-ben a Formula–3 Euroseries második futamán Hockenheimben.

Bottas 2008-ban megnyerte a Formula Renault Eurocup sorozatot, valamint szintén e széria észak-európai kupáját. Legutóbb ebben a szériában Filipe Albuquerque portugál autóversenyző teljesítette ezt a bravúrt még 2006-ban.
A 2007-es évben megnyerhette volna a Formula Reanult téli szériájának magyar bajnokságát, ám az MSA (Motorsport Egyesület) nem engedélyezte a továbbiakban Bottas részvételét a bajnokságban. Versenyzését tesztelésnek tekintették, így a bajnokságban való helyezését nem értékelték.

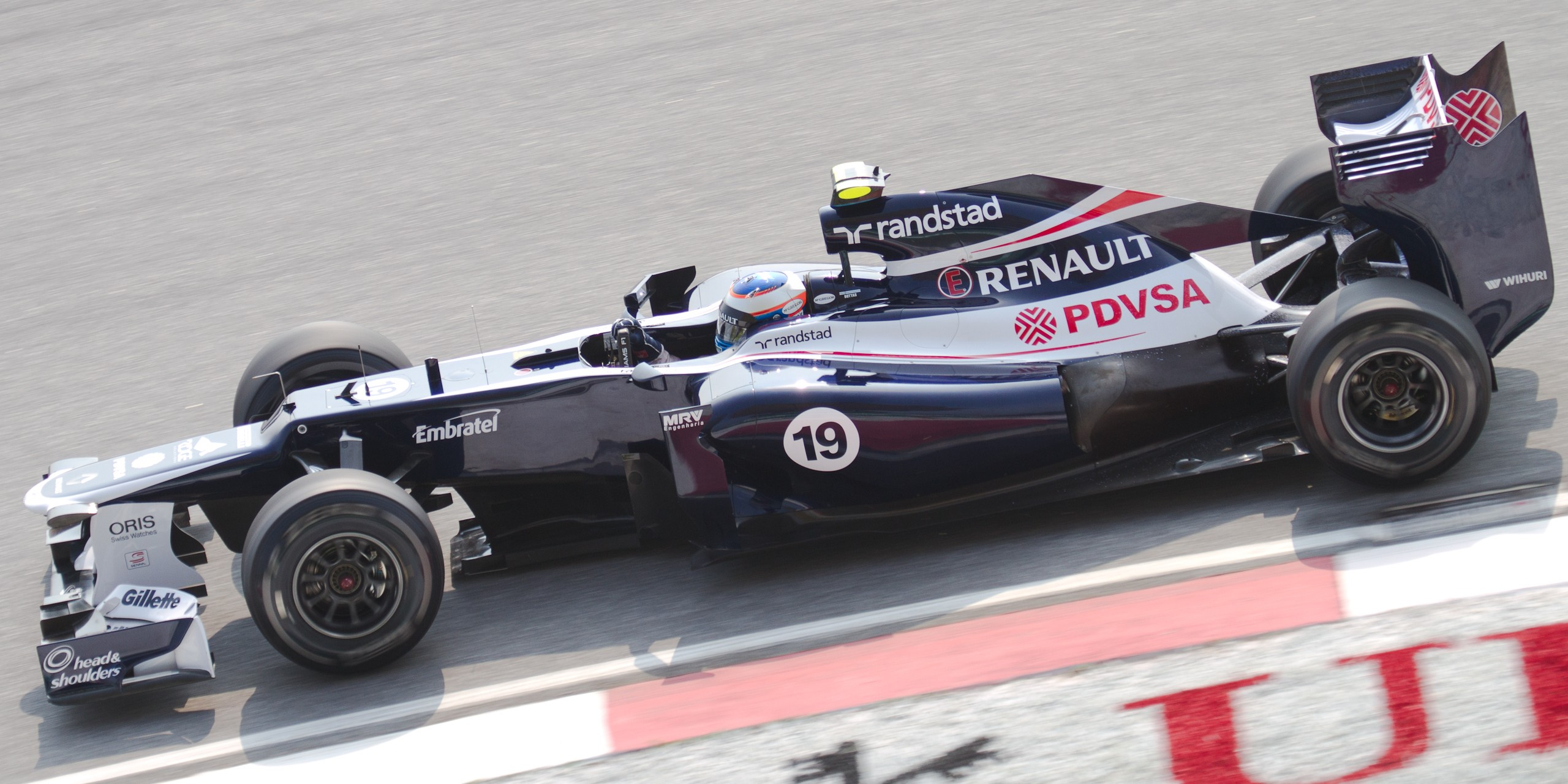
Bottas 2012-ben a Formula–1-es Maláj-nagydíjon szabadedzésén a Williams volánja mögött.

2009-ben bemutatkozott a Formula–3 Euroseries sorozatban az ART Grand Prix pilótájaként. Bár győzelmet nem szerzett, csapattársát, Alexander Simst maga mögé utasította a bajnokságban. Szintén 2009-ben bemutatkozott a Formula–3 Masters sorozatban, szezonja olyan jól sikerült, hogy világbajnoki címet szerzett, a 2010-es évben pedig meg is védte azt. Ebben az évben hivatalossá vált az is, hogy a Williams csapat harmadik számú pilótája Valtteri Bottas, és az is, hogy jövőre is számít rá az angol istálló, szintén tesztpilótaként. Továbbá azt is bejelentették, hogy a Formula Euroseries mellett Bottas a GP3 sorozatban is versenyez a Lotus ART csapat pilótájaként. Nehéz szezonkezdés után, folyamatosan javult, majd az utolsó négy versenyhétvégén bebiztosította a világbajnoki címet azzal, hogy megnyerte az utolsó előtti futamot csapattársa előtt.

### Formula–1

#### Williams (2013–2016)
2012-ben 15 alkalommal tesztelt a pénteki 1. szabadedzésen a Williams volánja mögött. 2012. november 28-án a Williams vezetősége megerősítette, hogy a 2013-as szezonra versenyzői ülést kap a csapattól, ahol Pastor Maldonado csapattársa lesz.
A 2013-as szezon nem alakult valami szerencsésen Bottas számára, köszönhetően az FW36-os gyengeségének. Viszont a finn még így is tudott villantani, kétszer is: a változékony időjárású kanadai időmérőn a harmadik lett, míg az Amerikai Nagydíjat a 8. pozícióban fejezte be. Ezzel az eredménnyel pedig meg tudta verni csapattársát, Maldonadót, aki mindössze csak egy pontot szerzett a szezon folyamán.
2014-re új csapattársat kapott a finn a nagy tapasztalattal rendelkező Felipe Massa személyében.A szezonnyitó ausztrál nagydíjon az ötödik helyen végzett.  A Bahreini nagydíjon a harmadik helyre kvalifikált és szoros csatában a hetedik helyen végzett. Az osztrák nagydíj időmérőjén a Mercedes autóinak gyengélkedése miatt az első sorból indultak a Williams autói, Bottas a második helyre kvalifikált, a versenyen pole pozíciós csapattársát, Felipe Massát felülmúlva lett harmadik, úgy ,hogy az első Forma1-es versenyén vezetett és állt dobogóra pályafutása során. Nagy Britanniában és Németországban is a második lett a versenyen. Az orosz nagydíjon harmadik helyen ért célba, rendszeresen felülmúlta csapattársát, aki, csak az olasz, a brazil és a abu-dhabi nagydíjon szerzett két harmadik és egy második helyet, a szezonzárón dupla dobogót könyvelhetett el a Williams: Massa második, míg Bottas harmadik lett. Világbajnoki pontversenyben a 4. helyet szerezte meg 186 ponttal, miközben Massa a 7. lett 134 egységgel.
Egy szezonnal később már nem volt annyira erős a Williams, a Ferrari át is ugrotta az erősorrendben a grove-i alakulatot. Bottas 136 ponttal az 5. pozícióban zárta a szezont, megelőzve a 121 pontos csapattársát.
2016-ban pedig tovább romlott a Sir Frank Williams nevével fémjelzett csapat teljesítménye, ennek betudhatóan az csak az ötödik lett a konstruktőrök pontversenyében. Bottas szerezte a csapat egyetlen 2016-os dobogóját, egy kanadai 3. hely formájában – a bajnokságot a 8. pozícióban fejezte be, 85 egységgel. Massa pedig csak a 11. lett 53 ponttal.

#### Mercedes (2017–2021)

##### 2017
2017. január 16-án a Mercedes bejelentette, hogy a 2017-es szezonra szerződtette Bottast Lewis Hamilton mellé, aki a 2016-os világbajnok Nico Rosberg helyére érkezik, miután Rosberg visszavonult a sportágtól. Bottas első versenyén a Mercedes pilótájaként, a 2017-es Ausztrál Nagydíjon a 3. helyen végzett Sebastian Vettel és Lewis Hamilton mögött. A 2017-es Kínai Nagydíjon a biztonsági autó mögött megpördült, és az 5. helyről a 12. helyre esett vissza, de sikerült visszaküzdenie magát a 6. helyre Lewis Hamilton, Sebastian Vettel, a két Red Bull és Kimi Räikkönen mögött. A 2017-es Bahreini Nagydíjon sikerült a pole pozícióba kvalifikálnia magát Lewis Hamilton előtt, ami pályafutása első pole pozícióját jelentette.
A versenyen azonban meg kellett elégednie a harmadik hellyel, miután az első etapjában guminyomás-problémákkal küszködött, és nem találta meg a tempót, hogy felvegye a harcot Vettellel és Hamiltonnal. 2017. április 30-án megnyerte a 2017-es Orosz Nagydíjat, ami az első nagydíjgyőzelme volt, miután az első körben a rajtrács 3. helyéről megelőzte Sebastian Vettel és Kimi Räikkönen Ferrariját, ezzel ő lett az ötödik finn, aki F1-es nagydíjat nyert. A következő, spanyolországi futamon a 3. helyről esett ki motorproblémával, miután előzőleg túlélte az első körben Verstappennel és Räikkönennel történt ütközést, ami a másik két pilótát kiütötte a versenyből. A Mercedesnek Monacóban nem volt jó tempója, és gumimelegítési problémákkal küszködött. Ennek ellenére Bottas a 3. helyre kvalifikálta magát, kevesebb mint egy tizedmásodperccel elmaradva a pole időtől, míg csapattársa, Lewis Hamilton csak a 14. helyre tudta kvalifikálni magát. Bottas a 4. helyen végzett a versenyen. Bottas Kanadában a 2. helyen végzett csapattársa, Hamilton mögött, majd Azerbajdzsánban a 2. helyre hajtott, miután az első körben Räikkönennel történt ütközés után az utolsó helyen állt és egy kör hátrányban volt. A több biztonsági autót és a piros zászlós időszakot kihasználva felzárkózott a mezőnyhöz, és az ezt követő káosz és az előtte zajló dráma lehetővé tette számára, hogy végül az utolsó kör utolsó pillanatában elcsípje a 2. helyet Lance Strolltól. Bottas ezt a következő futamon egy pole pozícióval és győzelemmel tetőzte Ausztriában, a futam vége felé feltartóztatva Sebastian Vettel rohamozó Ferrariját, amivel már csak 15 ponttal maradt le Hamilton mögött a bajnokságban.
Miután a következő, angliai futamon a 9. helyről rajtolt, miután egy új váltócsere miatt öt rajthelyes rajtbüntetést kapott, a 3. helyre küzdötte fel magát, és végül Hamilton mögött a 2. helyen ért célba, a Ferrari versenyzője, Kimi Räikkönen késői gumikiesése miatt. Magyarországon a 3. helyre kvalifikálta magát, és a 3. helyen ért célba, miután Hamilton az utolsó kör utolsó kanyarjában átadta neki a pozíciót, miután átengedte Hamiltont, hogy támadhassa a Ferrarit. A nyári szünet után Belgiumban Bottas a 3. helyről rajtolva az 5. helyen végzett, mivel a biztonsági autós újraindítás után Ricciardo és Räikkönen is megelőzte, míg a futamot csapattársa, Lewis Hamilton nyerte. Olaszországban a 6. helyre kvalifikálta magát (a Red Bullok büntetése miatt a 4. helyről indult volna), több mint 2 másodperccel lassabban, mint a pole-ból induló Lewis Hamilton. Végül a 2. helyen ért célba. Szingapúrban a 6. helyre kvalifikálta magát, és a jó stratégia azt jelentette, hogy az első körben történt négyautós ütközés után, ami előtte történt, a 3. helyen fejezte be a versenyt. Ezt követően a következő három futamon nem állt dobogóra, míg Hamilton két győzelmet és egy 2. helyet szerzett, mivel a Mercedes zsinórban negyedszer szerezte meg a konstruktőri bajnoki címet az USA-ban. A Brazil Nagydíjon megszerezte szezonbeli harmadik pole pozícióját, majd a szezon utolsó futamán, Abu-Dzabiban megszerezte negyedik pole pozícióját és harmadik győzelmét.

##### 2018
2017. szeptember 13-án a Mercedes bejelentette, hogy Bottas a 2018-as szezonban ismét náluk fog versenyezni. Bottas rosszul kezdte a szezont Ausztráliában, ahol a Q3-ban kiesett, és öt rajthelyes rajtbüntetést kapott, mert emiatt váltót cserélt, ami azt jelentette, hogy a 15. helyről indulhatott; csapattársa, Hamilton a pole-ból indult a versenyen. A versenyen Bottas a nyolcadik helyig jutott, kihasználva a virtuális biztonsági autót, valamint végrehajtva néhány előzést egy olyan pályán, ahol nehéz előzni az autókat. Bottas Bahreinben visszavágott, hiszen a harmadik helyre kvalifikált, Vettel és Räikkönen Ferrarijai mögé, de Hamilton elé, aki a negyedik helyre kvalifikálta magát. A versenyen Bottas a rajtnál megelőzte Räikkönent. A futam végén Vettel gumijai gyorsan kezdtek elfogyni, Bottas pedig egy másodpercen belülre zárkózott fel Vettelhez, és végül a második helyen ért célba, Hamilton pedig csak néhány másodperccel maradt le mögötte.
Kínában Bottas ismét felülmúlta csapattársát, a harmadik helyet szerezte meg a rajtrácson, a Ferrarik ismét az első sorba kvalifikáltak. A rajtnál ismét lecsapott Räikkönenre, miután Vettel megszorongatta finn kollégáját, és feljött a második helyre. Az első boxkiállás során aztán sikerült megelőznie Vettelt, és az első kanyarban a még boxutcába érkező Räikkönen kívülről történő megkerülésével átvette a vezetést. Amikor azonban Brendon Hartley és Pierre Gasly Toro Rossói összeütköztek, és biztonsági autós periódusra kényszerültek, Bottas és Vettel is áthaladt a boxbejáraton, és nem tudtak megállni friss gumikért. Mindkét Red Bull a boxba állt lágyabb és gyorsabb lágy gumikért. Ricciardo a hatodik helyről jött át a mezőnyön, és nyolc körrel a vége előtt egy merész előzést hajtott végre Bottas ellen. Bottas a második helyen végzett a versenyen, és maradt a harmadik a bajnokságban, 14 ponttal lemaradva a vezető Vettel mögött.
A következő futamon, Bakuban Bottas ismét a harmadik helyre kvalifikálta magát, Vettel és Hamilton mögé. A verseny első szakaszában maradt a harmadik helyen, de amikor Hamilton és Vettel is kiállt új gumikért, Bottas megörökölte a vezetést. Még 15 körön át maradt kint, amíg a Red Bullok össze nem ütköztek, és ki nem állt a biztonsági autó. Amikor a biztonsági autó bejött, kevesebb, mint egy maréknyi körrel a vége előtt, Vettel megpróbált előzni az 1-es kanyarban, de szélesre futott, és ennek következtében az ötödik helyre esett vissza. Két körrel a vége előtt Bottas áthajtott egy törmeléken, jobb hátsó defektet kapott, és feladta a versenyt, így Hamiltoné lett a győzelem. Ez azt jelentette, hogy Bottas a negyedik helyre esett vissza a bajnokságban, 30 ponttal lemaradva az első Hamilton mögött.
A Német Nagydíj előtt Bottas új szerződést írt alá a Mercedesszel a 2019-es szezonra, a 2020-as szezonra szóló opcióval.
A szezon végére Bottas lett Michael Schumacher után az első Mercedes-pilóta, aki győzelem nélkül fejezte be a szezont. Hét második helyezésével új rekordot is felállított, ami a legtöbb második helyezést jelenti egy szezonban győzelem nélkül.

##### 2019
Az év első versenyhétvégéjén, Ausztráliában Bottas a második leggyorsabbnak kvalifikálta magát Hamilton mögött. A vasárnapi, március 17-i versenynapon, az 1-es kanyarban megelőzte Hamiltont, és a pozíciót az egész futam alatt megtartotta, miután remekül vezetett. A futam leggyorsabb körét is ő jegyezte, így megszerezte a 2019-es szabályok szerint a leggyorsabb versenykörrel rendelkező pilótának járó extra pontot. A győzelmet több mint 20 másodperces előnnyel aratta le legközelebbi riválisa és csapattársa, Lewis Hamilton előtt.
Bahreinben a 2. helyen végzett csapattársa mögött, ezzel újabb kettős győzelmet aratott a Mercedes. A következő, kínai futamon, a Formula–1 1000. versenyén, a 2018-as orosz nagydíj óta először szerezte meg a pole-t. Csapattársa megelőzte őt a rajtnál, és az egész futam alatt ott is maradt, és megnyerte a versenyt. Bottas eközben a 2. helyen ért célba, így a Mercedes zsinórban harmadszor is kettős győzelmet aratott 2019-ben.
Azerbajdzsánban egymás után másodszor szerezte meg a pole pozíciót, és biztosította az első sorban való indulást csapattársa, Hamilton mellett, majd a rajtrácson elfoglalt pozícióját pályafutása ötödik futamgyőzelmére, 2019-ben pedig második futamgyőzelmére váltotta. Hamilton a második helyen végzett, ezzel a Mercedes negyedik egymást követő kettős győzelmét aratta.
Spanyolországban újabb pole pozíciót szerzett, és újabb első soros helyezést biztosított csapattársa mellett. Bottas Hamilton mögött másodikként ért célba, ezzel a csapat ötödik kettős győzelmét aratta zsinórban.
A következő futamra, a Monacói Nagydíjra Bottas a 2. helyre kvalifikálta magát csapattársa, Hamilton mögé, ezzel megszakítva a Kínából induló három egymást követő pole-sorozatát. Végül a 3. helyen ért célba, Sebastian Vettel mögött és a Red Bull-os Max Verstappen előtt, aki öt másodperces büntetést kapott a boxutcába való nem biztonságos kiengedésért, Bottasra. Ez volt az első olyan verseny 2019-ben, ahol nem a Mercedes 1-2. helyezettje állt a dobogón, mivel Vettel a 2. helyet szerezte meg Bottas előtt. Ezzel a futammal Hamilton előnye 17 pontra nőtt Bottasszal szemben a pilóták bajnokságában.
A silverstone-i Brit Nagydíjra Bottas 0, 006 másodperccel gyorsabb idővel tartotta vissza Hamiltont, hogy megszerezze a pole pozíciót; azonban a biztonsági autós fázis után Hamilton átvette a vezetést és nyert. Mindkét Mercedes-pilóta a Ferrari versenyzője, Charles Leclerc előtt ért célba, aki a harmadik helyen végzett. A 2019-es nyári szünet előtti utolsó két futam, a Német Nagydíj és a Magyar Nagydíj nem alakult jól Bottas számára. A Német Nagydíjon egy apró hiba miatt vizes körülmények között bukott és feladta a versenyt. A Magyar Nagydíj során Charles Leclerc az első körben megcsípte Bottas autójának első szárnyát, ami miatt extra boxkiállásra kényszerült, és visszaesett a sorrendben. Bottas végül a 8. helyen fejezte be a versenyt.
A Belga Nagydíjat megelőző nyári szünet végén Bottas megerősítette, hogy 2020-ban is a Mercedes versenyzője lesz, miután a csapat úgy döntött, hogy nem lépteti elő a tartalékversenyző Esteban Ocont. Bottas a Japán Nagydíjon tizenhárom futam után először győzött. Mexikóban a Q3 végén súlyosan bukott, majd végül a 3. helyen fejezte be a versenyt. Bottas a következő futamon, az Egyesült Államokban megszerezte pályafutása hetedik győzelmét. Győzelme ellenére ezen a futamon véget értek Bottas 2019-es bajnoki reményei, mivel csapattársa, Hamilton a 2. helyen végzett, és ezzel megszerezte az egyéni világbajnoki címet. Bottas Brazíliában motorhiba miatt kiesett, Abu Dhabiban pedig a 4. hellyel zárta a szezont.
Bottas a 2019-es szezont 326 ponttal a bajnokság 2. helyén zárta, ami pályafutása eddigi legsikeresebb szezonja. Négy győzelmet, tizenöt dobogós helyezést, öt pole pozíciót és három leggyorsabb kört jegyzett.

##### 2020
Bottas megszerezte a pole pozíciót a szezonnyitó Osztrák Nagydíjon, és a futamot az elejétől a végéig vezette. A Stájer Nagydíj előtt kiderült, hogy Bottas és csapata, a Mercedes ellen az FIA vizsgálatot folytat a COVID-19 biztonsági protokollok esetleges megsértése miatt, miután hazatért Monacóba. Bár kezdetben arról szóltak a hírek, hogy a Mercedes figyelmeztető levelet kap, Bottast és a Mercedest végül felmentették a vétkesség alól. Bottas a negyedik helyre kvalifikálta magát nedves körülmények között a Stájer Nagydíjra, és a versenyen Hamilton mögött a második helyen végzett, amivel hat pontra csökkent a bajnoki előnye. Bottas a Magyar Nagydíjra Hamilton mögött a második helyre kvalifikálta magát, de a Magyar Nagydíjon rosszul rajtolt, és az első kanyarban négy helyet veszített. A nagydíj végére vissza tudott állni a harmadik helyre, de a bajnokságban elvesztette a vezetést Hamiltonnal szemben.
Bottas a Brit Nagydíjon ismét Hamilton mögött a második helyre kvalifikálta magát. A verseny nagy részében szorosan Hamilton mögött haladt, de a záró körökben visszaesett, mielőtt négy körrel a vége előtt elkoptak a gumijai. Visszatért a boxba egy kerékcserére, és végül a 11. helyen haladt át a célvonalon. Bottas a következő heti 70. Jubileumi Nagydíjon megszerezte a pole pozíciót, de a Mercedes autóinak gumiproblémái lehetővé tették Max Verstappen számára, hogy mindkettőjüket megelőzze és megnyerje a versenyt. Bottas a harmadik helyre esett vissza Hamilton mögött az utolsó körökben. Ezzel az eredménnyel Bottas a harmadik helyre esett vissza a pilóták bajnokságában. Bottas a második helyre kvalifikálta magát a Spanyol Nagydíjra, de a rajtnál pozíciókat veszített, és Verstappen mögött a harmadik helyen végzett. A Belga Nagydíjra a második helyre kvalifikálta magát, és a verseny során meg is tartotta ezt a pozíciót. Az Olasz Nagydíjra ismét a második helyre kvalifikálta magát, de az első körökben a hatodik helyre esett vissza, és csak a az ötödik helyre tudott feljönni. Verstappen verseny közbeni kiesése lehetővé tette Bottas számára, hogy visszavegye a második helyet a pilóták bajnokságában, 47 ponttal Hamilton mögött.
A Toszkán Nagydíjon Bottas már az első körben átvette a vezetést a pole-ból induló Hamiltontól. A futamot a hetedik körben egy többautós baleset után piros zászlóval leintették, és Bottas nem sokkal az újraindítás után elvesztette a vezetést Hamiltonnal szemben, végül a második helyen ért célba. Az Orosz Nagydíjra Hamilton és Verstappen mögött harmadikként kvalifikálta magát, de kihasználta a Hamiltonra a verseny előtti edzésen elkövetett szabálytalanságok miatt kiszabott büntetéseket, elsőként haladt át a célvonalon, megszerezve pályafutása kilencedik nagydíjgyőzelmét. Bottas a Nürburgringen rendezett Eifel Nagydíjon a pole pozíciót szerezte meg, de az 1-es kanyarban történt elakadás után Hamilton megelőzte az élen. Nem sokkal később Bottas teljesítménycsökkenésre panaszkodott, és kénytelen volt feladni a versenyt, így Hamilton bajnoki előnye 69 pontra nőtt. Bottas a Portugál és az Emilia Romagna-i Nagydíjon is a második helyen végzett. Utóbbin megszerezte a pole pozíciót, de az első körökben törmelék miatt megsérült az autója.
A Török Nagydíj vizes kvalifikációján mindkét Mercedes autó küzdött a tempóért, Bottas a kilencedik helyre kvalifikálta magát. Az eső a verseny során is folytatódott, Bottas pedig hatszor megpördült, és egy körrel a későbbi futamgyőztes Hamilton mögött a 14. helyen végzett. Ezzel Hamilton behozhatatlan, 110 pontos előnyre tett szert Bottasszal szemben a pilóták bajnokságában, aminek eredményeképpen Hamilton megszerezte hetedik világbajnoki címét.

##### 2021
A Bahreini Nagydíjon a harmadik helyen végzett. Az Emilia Romagna Nagydíjon csapattársához, Lewis Hamiltonhoz képest küszködött, szenvedett a gumikkal, és a kilencedik helyen ragadt. Bottas nehéz versenye kieséssel zárult, miután összeütközött George Russellel, amikor utóbbi megpróbálta megelőzni Bottast. A Portugál Nagydíjon Bottas a pole pozícióba kvalifikálta magát, de előbb Hamilton, majd Verstappen megelőzte. Annak ellenére, hogy a futam késői szakaszában jobb tempót mutatott Verstappennél, egy szenzorprobléma miatt nem tudott harcba szállni a második helyért. A Spanyol Nagydíjon ugyanezt az eredményt érte el, miután a harmadik helyre kvalifikálta magát, és Leclerc megelőzte a rajtnál. A Monacói Nagydíjon Bottas a pole pozícióért szállt harcba, amíg Charles Leclerc a 16-os kanyarban balesetet nem szenvedett, ami miatt piros zászlót mutattak, és a kvalifikáció azonnal véget ért, mielőtt Bottas befejezhette volna a körét. Emiatt Bottas a harmadik rajtkockából indult, a második helyre lépett előre, miután Charles Leclerc autóprobléma miatt nem tudta megkezdeni a versenyt. Az ő versenye, a 31. körben ért véget, miután csapata nem tudott eltávolítani egy kereket egy rutinszerű boxkiállás során. Az Azerbajdzsáni Nagydíjon a 10. helyre kvalifikálta magát, miután egy piros zászló megakadályozta, hogy ő és a többi pilóta a harmadik és egyben utolsó edzésen második körét teljesítse, és a versenyen sem tudott pozíciót javítani, végül a 12. helyen ért célba, megelőzve a Haas autóit, Nicholas Latifit és csapattársát, Hamiltont, aki az 50. körben hibázott. A Francia Nagydíjon Bottas a 3. helyre kvalifikálta magát Hamilton és Verstappen mögött. A verseny utolsó szakaszában gumikopással küzdött, mivel korán a boxba állt, hogy Verstappen elé kerüljön, de Verstappen és Pérez megelőzte, így a 4. helyen ért célba. A Stájer Nagydíjon Bottas a 2. helyre kvalifikálta magát Hamilton előtt, de az FP2-ben a boxutcában történt veszélyes megpördülése miatt kapott büntetés miatt az 5. helyre csúszott vissza. A futam során a DRS-t kihasználva megelőzte Lando Norris McLarenjét, a boxkiállási fázisban pedig alulmúlta Perezt, és annak ellenére, hogy a futam végén a két kiállásos Red Bull nyomása alá került, a 3. helyen végzett, ami Spanyolország óta az első dobogós helyezése. Az Osztrák Nagydíjon az 5. helyre kvalifikálta magát közvetlenül Hamilton mögé. A futam során több szoros csata vezetett ahhoz, hogy autók kényszerültek pályaelhagyásra, és a versenyzők időbüntetést kaptak. Hamilton autója megsérült, és a csapat utasította Hamiltont, hogy engedje meg Bottasnak, hogy megelőzze őt. Bottas Verstappen mögött a 2. helyen végzett.A  brit nagydíjon a harmadik helyre kvalifikált, majd az f1 történelem első sprintjén megőrizte helyezését, másnap egy pozíciót bukott a rajtnál Leclercrel szemben, aki nemsokára Hamiltont is megelőzte, aki a Copse kanyarban ütközött Max Verstappennel. Bottas ebből profitálva nyert egy pozíciót és harmadik lett, Verstappen az 51G-s ütközés után kiesett, Hamilton az utolsó előtti körben megelőzte Leclerc-t és győzött, időbüntetése ellenére. A magyar nagydíjon a 2.helyről indult, a rajtnál beragadt Norris mögé, akit épp előzni próbált, mikor belehajtott hátulról, Norris magával vitte Verstappent, Bottas pedig Pérezt, rajta kívül Stroll is balesetet okozott, ő Leclercbe szállt bele és Ricciardót rántotta magával, Bottast és Strollt is megbüntették baleset okozásáért.A belga nagydíjon hetedik helyen végzett az időmérőn, viszont rajtrácsbüntetéssel kellett szembenéznie a magyar futamon okozott balesetért, a futamon két felvezetőkört teljesítettek az özönvízszerű esőzés miatt, Bottas, csak a 15. lett. Holland nagydíjon harmadik helyre kvalifikált és megnyújtott első etapja miatt csapattársa beérte Verstappent, végül a 3.helyen végzett.
Olaszországban megszerezte a pole pozíciót csapattársa előtt, aki a sprint rajtjánál is rontott és a jobban elinduló Mc Larenes, Daniel Ricciardo meg is előzte őt, majd Norris is áthámozta magát rajta, Bottas Verstappen előtt simán nyerte az aznapi sprintet, viszont motorcsere miatt az utolsó helyre kvalifikált, gyorsan tört előre, profitált Hamilton és Verstappen újabb ütközéséből, megküzdött a Red Bull másodszámú  pilótájával, Pérezzel akit hibára kényszerített, bár előznie nem sikerült, Pérezt megbüntették, így a 4.helyen végző finn örökölte a dobogó legalsó fokát.
Törökországban a 2.helyen végzett az időmérőn, viszont Hamiltonnál taktikai motorcserét hajtottak végre, így Bottas indulhatott pole-ból, ahonnan győzelmet aratott ez lett pályafutása utolsó tizedik nagydíjsikere, mögötte Verstappen és Pérez végzett, csapattársa az ötödik helyen futott be a 11.-ről indulva, az első etapban Perez tartotta fenn sokáig, majd eltolt első kiállása után nem sokkal újabb kerékcserét eszközöltek nála. A hátralevő futamokon egyetlen pole-t és két dobogót szerzett, így miután 2021 szeptember 7.-én bejelentették Bottas menesztését, végül tíz győzelemmel és 17 pole-val végzett, miközben Hamilton 50 futamgyőzelmet és 36 pole-t szerzett, Hamilton futott több leggyorsabb kört és a nap versenyzője címek terén is lekörözte csapattársát.
Amerikában a 4. helyre kvalifikálta magát, majd a büntetése miatt a 8.helyről indult, megelőzte Sainzot és Norrist, akik a verseny kezdetétől egymással viaskodtak és épp csak lecsúszott Ricciardóról. Mexikóvárosban a pole-ból indult, rosszabbul rajtolt, mint csapattársa és a két Red Bull-os, de végül a Daniel Ricciardo-val történt összeérése vonta ki a harcból, végül egy leggyorsabb kör társaságában a 12.helyen végzett, éppen Ricciardo mögött. Brazíliában a második helyről indulhatott, miután csapattársát kizárták a túlságosan hajlékony hátsó szárny miatt, másnap megelőzte Verstappent a rajtnál, majd megnyerte a sprintet, Hamilton ötödik, Verstappen második lett, a másnapi versenyen Verstappen megelőzze őt a rajtnál, de a Senna-s-ben Pérez is kifékezte, majd a 4. körben Hamiltont is el kellett engedje, végül Perezt megelőzze a boxban, megnyújtott első etapja miatt csapattársa sokat közeledett Verstappenre, akivel vitatott párharcban döntötték el a győztes kilétét. Katarban a harmadik helyre kvalifikált viszont figyelmen kívül hagyta a dupla sárga zászlót ezért három rajthelyes büntetést kapott, másnap hosszúra nyújtotta első etapját, ezért a 38. körben defektet kapott, a futamot a 11.helyen folytathatta, de kiállt. Jeddahban a második helyet szerezte meg az időmérőn, miután Verstappen pályarekordot jelentő kört volt kénytelen félbeszakítani, mert az utolsó kanyarban ütközött, így a harmadik helyről indulhatott, a pole Hamiltoné lett, a verseny a 9. körig nyugodt mederben folyt, Schumacher ütközése után viszont Hamilton az élről állt ki a boxba, míg Bottas feltartotta Verstappent, hiába, ugyanis piros zászlót intettek be, Hamilton pozíciót bukott, Verstappen állt az élre, Bottas is csak a harmadik helyre jött vissza, az újraindítás után Leclerc és Ocon is megelőzte, majd újabb megszakítás következett, mikor Leclerc belehajtott Pérezbe, hátul pedig Mazepin kilökte Russellt, az eset utáni megszakítást követően Bottas újabb pozíciót vesztett Ricciardóval szemben, Leclerc-t viszont megelőzte, a 40. körben Ricciardo mellett is elment, majd az utolsó körre utolérte Ocont, akivel a célegyenesig harcolt, a ráfordító hajtűkanyarban ért mellé, majd az utolsó métereken előzte le az Alpine-t, így utolsó előtti Mercedeses futamán dobogóra állhatott. Abu Dzabiban a hatodik helyre kvalifikált és egy kaotikus futam után itt is ért célba.   
Bottas az évben egy győzelmet, tizenegy dobogós helyezést, négy pole-t, két sprintes sikert és 226 pontot szerzett, amivel a 3.helyen zárt a világbajnokságban. Ebben az évben távozott a Mercedestől, utódja George Russell lett, míg őt Kimi Räikönnen helyén alkalmazták Guanyu Zhou mellett, aki a Forma-E-be igazoló Giovinazzi helyére szerződött.   

#### Alfa  Romeo (később Kick Sauber, 2022-2024)

##### 2022
Bottas a Bahreini nagydíj időmérőjén a hatodik helyre kvalifikált, a rajtnál beragadt, a két Mercedes megelőzte őt, de végül a pontszerzők között a 8. helyen állt, mikor Pierre Gasly alatt kigyulladt az Alpha Tauri és a biztonsági autós újraindítás után a két Red Bull kieséséből profitálva a hatodik lett, míg újonc csapattársa a 10. lett egy pontot szerezve. A dzsiddai utcai pályán a 8.helyre kvalifikálta magát, de a versenyt erőforrásgondok miatt nem tudta befejezni. Ausztráliában a 9.lett, amit, a tizenegyedik helyről indulva, Carlos Sainz és Mick Schumacher első körös ütközését, valamint Fernando Alonso verseny utáni büntetését kihasználva ért el. Az Imolai nagydíj volt Bottas 2022- és legjobb egyéni teljesítménye. A finn az időmérő nyolcadik helyét kaparintotta meg, majd a szombati sprintfutamon Magnussent előzve a hetedik lett, két egységet, már akkor megszerezve. A futam rajtja Bottas számára helyezésének megtartását hozta, és a hinwilliek már azzal elégedettek lettek volna, ha ebben a pozícióban hozza be autóját, de már az első köröktől kezdve harcban volt, a Mercedes helyét megöröklő George Russellel és most nem a tavalyit megismételve, korrekt és kitartó csatában próbálta hobára kényszeríteni Russellt, de nem sikerült, viszont fent, az egyik Ferrari sem futott hibátlan versenyt a hazai futamokon, míg Sainznak, a Ricciardóval történő első körös ütközése a versenyébe került, addig Charles Leclerc 53. körös balesete után, a monacói, a 9. helyre esett vissza és hiába jött fel a hatodik helyig, éppen Bottas mögé, a leintésig, már nem tudta megelőzni. Valtteri Bottas, így 10 pontot szerezve az Alfa Romeo csapatának, az 5. helyen szelte át a célconalat, utólag a hinwilliek, a főhadiszálláson nem kis ünneplésben részesítették a finnt, aki, ha Russellel is elnánt volna, beállította volna a csapat legjobb helyezését, amit a honfitárs, Raikonnen szerzett a 2019-es Brazil Nagydíjon. Ezután jött a Miami nagydíj, ami a versenynaptár debütálója volt. Bottas az ötödik helyet szerezte meg az időmérőn, amit sokáig tartani is tudott a verseny folyamán, régebbi csapattársával és az újonc Mercedesessel George Russellel szemben, de a táv felé után, a második bokszkiállással Bottas, a Mercedesek csapdájába esett, akik el is mentek mellette, kihasználva a gumielőnyt és a finn előzékenységét. A hetedik helyen végzett a versenyen. A Spanyol nagydíj időmérőjén a hetedik lett, de kihasználta Carlos Sainz elfékezését, Magnussent és Hamilton ütközését és Russell lassúságát már az 5. helyen haladt, majd a 27. körben, Leclerc alatt megállt és elfüstölt a Ferrari-erőforrás, ami miatt behívták a piros zászlót, a boxban Russell került az élre Pérez indulhatott mögötte és Bottas a 4. helyről, Verstappen is elfékezte az újraindítás után és hol működött a DRS-e, hol nem, ezzel Bottas simán a 3. helyen kötött ki, viszont Verstappen, a már működő hátsó szárnnyal hamar megelőzte, majd Sainz is elment mellette és végül hatalmas felzárkózás után Hamilton is utolérte, a hatodik helyen fejezte be a spanyol futamot a finn. Monacóban az időmérőn tizenkettedik és a versenyen pedig kilencedik lett. Azerbajdzánban megszakadt a pontszerző szériája és a tizenegyedik helyen ért célba, a két Ferrari, Kevin Magnussent és a csapattársa kiesésével együtt. Kanadában az Alfa Romeo legsikeresebb versenyét jegyezhette konstruktőri én a csapat, ugyanis kettős pontszerzést könyvelhettek el.A félig vizes, félig száraz időmérőn Bottes épp nem jutott be a Q3-ba, míg csapattársa először jutott be az utolsó időmérős szakaszba és tizedik lett, a versenyen, ami már száraz körülmények között zajlott, Bottas megelőzve csapattársát, Fernando Alonsót és Kevin Magnussent a nyolcadik, míg csapattársa szintén ezeket az előzéseket végrehajtva a kilencedik lett. Nagy- Britanniában egy nedves időmérő sem juttatta Bottast a második szakasznál tovább, csapattársa viszont kilencedik lett Latifi előtt és ezzel zsinórban másodszor szerepelhetett a Q3-ban.Abrajtnál Bottas beragadt a csatázó Alexander Albon és Sebastian Vettel mögé és szemtanúja lehetett csapattársa horrorbukásának, aki George Russellel ütközött, miközben a brit próbálta kikerülni a rohamozó Gaslyt és az addigra már 9. helyen haladó Latifit. Csout hamar kiengedték és már a paddockban ült, mikorra a verseny véget ért, a futamon, viszont, Russell, Albon, Csou és Ocon után Hasly és Bottas is kiesett, az Alfa Romeo a 2021- és Abu-Dhabi nagydíj óta először tért haza pont nélkül egy nagydíjról. Következő pontszerzésére egészen a mexikói nagydíjig kellett várni, azonban két sikertelenebb verseny után a magyar nagydíjon a nyolcadik helyre kvalifikálta magát, de az utolsó tíz körben hidraulikai probléma miatt kiállni kényszerült. Belgiumban a sok erőforráselem cserének köszönhetően a tizenharmadik helyről indult, de Latifi a második körben megpördült és magával rántotta Bottast is, aki kiesett, sem Monzában, sem Szingapúrban nem volt sikeres hétvégéje, előbbin csapattársa megszerezte a csapat első pontját Kanada óta. Amerikában  részben önerőből, részben két hátrasorolásnak (Leclerc, Pérez) köszönhetően a nyolcadik helyről indult, viszont a tizenkilencedik körben véget ért a versenye egy megpördülés miatt. Mexikóban a hatodik helyet szerezte meg, megelőzve Charles Leclerc Ferrariját, a futamon végül a monacói,a McLarenek és Ocon tudta megelőzni, Alonso az utolsó körökben kiesett motorhiba miatt, így Kanada után újra pontot szerzett, a tizedik lett. Brazíliában  több baleset is történt, Ricciardo és Magnussen első körös ütközése, Hamilton és Verstappen kontaktja, illetve Norris kiesése vezetett odáig hogy Bottas az újraindítást a hatodik helyről várhassa, viszont Alonso, Verstappen és Ocon is gyorsabb volt nála a hajrában, így a kilencedik helyen végzett. Abu Dzabiban nem szerzett pontot.  
Bottas az évet a tizedik helyen zárta, 49 megszerzett ponttal.  

##### 2023
Bahreinben a tizenharmadik helyről indult, a start után egészen a pontszerző zónáig kapaszkodott fel, majd sokáig harcban volt Russellel a hetedik helyért, de a brit megelőzte őt, a verseny leintéséig meg is tartotta ezt a pozíciót. A következő versenyeken az autó alkalmatlannak bizonyult rá, hogy bármelyik versenyző, beleszóljon a pontokért menő harcba, Bottas Miamiban egy Q3-as szereplést tudott felmutatni, ahol régebbi csapattársa, Hamilton kiütésével lett tizedik. Kanadában miután Lando Norrist megbüntették feltartásért megörökölte a tizedik helyet, egy egységet szerezve. Monzában  Hamilton és Piastri ütközése, valamint Sargeant és Lawson megelőzése után lett tizedik. Katarban az időmérőn a nyolcadik helyre kvalifikált és a futamon is megtartotta a helyezését, csapattársa,  Zhou a kilencedik lett, az utolsó rajthelyről indulva, ez volt a szenvedő Alfa Romeo ezévi legsikeresebb versenye. Las Vegasban a hetedik lett az időmérőn, viszont az első körben balesetbe keveredett és nem szerzett pontot.   
Bottas az év végén a tizenötödik lett, tíz ponttal.

## Eredményei

### Karrier összefoglaló
| Év   | Sorozat                                | Csapat                    | Versenyek      | Győzelmek      | Pole-pozíciók  | Leggyorsabb körök | Dobogó helyezések | Pontok         | Helyezés       |
| ---- | -------------------------------------- | ------------------------- | -------------- | -------------- | -------------- | ----------------- | ----------------- | -------------- | -------------- |
| 2007 | Formula Renault 2.0 NEC                | Koiranen Bros. Motorsport | 16             | 2              | 2              | 3                 | 6                 | 279            | 3.             |
| 2007 | Formula Renault 2.0 UK Winter Series   | AKA Cobra                 | 4              | 3              | 0              | 1                 | 4                 | 0              | HN†            |
| 2008 | Formula Renault 2.0 Eurocup            | Motopark Academy          | 14             | 5              | 7              | 4                 | 10                | 139            | 1.             |
| 2008 | Formula Renault 2.0 Észak-Európai Kupa | Motopark Academy          | 14             | 12             | 13             | 12                | 12                | 365            | 1.             |
| 2009 | Brit Formula–3-as bajnokság            | ART Grand Prix            | 4              | 0              | 0              | 0                 | 1                 | 0              | HN†            |
| 2009 | Formula–3 Euroseries                   | ART Grand Prix            | 20             | 0              | 2              | 1                 | 6                 | 62             | 3.             |
| 2009 | Masters of Formula–3                   | ART Grand Prix            | 1              | 1              | 1              | 1                 | 1                 | —              | 1.             |
| 2009 | Makaói nagydíj                         | ART Grand Prix            | 1              | 0              | 0              | 0                 | 0                 | —              | 5.             |
| 2010 | Formula–3 Euroseries                   | ART Grand Prix            | 18             | 2              | 1              | 4                 | 8                 | 74             | 3.             |
| 2010 | Masters of Formula–3                   | ART Grand Prix            | 1              | 1              | 1              | 1                 |                   | —              | 1.             |
| 2010 | Makaói nagydíj                         | Prema Powerteam           | 1              | 0              | 0              | 0                 | 1                 | —              | 3.             |
| 2010 | Formula–1                              | Williams F1               | Tesztpilóta    | Tesztpilóta    | Tesztpilóta    | Tesztpilóta       | Tesztpilóta       | Tesztpilóta    | Tesztpilóta    |
| 2011 | Brit Formula–3-as bajnokság            | Double R Racing           | 3              | 1              | 0              | 1                 | 1                 | 17             | 17.            |
| 2011 | Makaói nagydíj                         | Double R Racing           | 1              | 0              | 0              | 0                 | 0                 | —              | HN             |
| 2011 | GP3                                    | Lotus ART                 | 16             | 4              | 1              | 3                 | 7                 | 62             | 1.             |
| 2011 | Formula–1                              | Williams F1               | Tesztpilóta    | Tesztpilóta    | Tesztpilóta    | Tesztpilóta       | Tesztpilóta       | Tesztpilóta    | Tesztpilóta    |
| 2012 | Formula–1                              | Williams F1               | Tesztpilóta    | Tesztpilóta    | Tesztpilóta    | Tesztpilóta       | Tesztpilóta       | Tesztpilóta    | Tesztpilóta    |
| 2013 | Formula–1                              | Williams F1 Team          | 19             | 0              | 0              | 0                 | 0                 | 4              | 17.            |
| 2014 | Formula–1                              | Williams Martini Racing   | 19             | 0              | 0              | 1                 | 6                 | 186            | 4.             |
| 2015 | Formula–1                              | Williams Martini Racing   | 19             | 0              | 0              | 0                 | 2                 | 136            | 5.             |
| 2016 | Formula–1                              | Williams Martini Racing   | 21             | 0              | 0              | 0                 | 1                 | 85             | 8.             |
| 2017 | Formula–1                              | Mercedes                  | 20             | 3              | 4              | 2                 | 13                | 305            | 3.             |
| 2018 | Formula–1                              | Mercedes                  | 21             | 0              | 2              | 7                 | 8                 | 247            | 5.             |
| 2019 | Formula–1                              | Mercedes                  | 21             | 4              | 5              | 3                 | 15                | 326            | 2.             |
| 2020 | Formula–1                              | Mercedes                  | 17             | 2              | 5              | 2                 | 11                | 223            | 2.             |
| 2021 | Formula–1                              | Mercedes                  | 22             | 1              | 4              | 4                 | 11                | 226            | 3.             |
| 2022 | Formula–1                              | Alfa Romeo                | 22             | 0              | 0              | 0                 | 0                 | 49             | 10.            |
| 2023 | Formula–1                              | Alfa Romeo                | 22             | 0              | 0              | 0                 | 0                 | 10             | 15.            |
| 2024 | Formula–1                              | Kick Sauber               | 24             | 0              | 0              | 0                 | 0                 | 0              | 22.            |
| 2025 | Formula–1                              | Mercedes                  | Tartalékpilóta | Tartalékpilóta | Tartalékpilóta | Tartalékpilóta    | Tartalékpilóta    | Tartalékpilóta | Tartalékpilóta |
| 2025 | Formula–1                              | McLaren                   | Tesztpilóta    | Tesztpilóta    | Tesztpilóta    | Tesztpilóta       | Tesztpilóta       | Tesztpilóta    | Tesztpilóta    |

† – Bottas "vendégpilóta" volt a sorozatban, így helyezését nem értékelték.

### Teljes Formula–3 Euroseries sorozata
| Év   | Csapat         | 1         | 2         | 3        | 4        | 5        | 6        | 7       | 8       | 9       | 10      | 11      | 12       | 13      | 14       | 15      | 16       | 17       | 18       | 19       | 20       | Helyezés | Pontok |
| ---- | -------------- | --------- | --------- | -------- | -------- | -------- | -------- | ------- | ------- | ------- | ------- | ------- | -------- | ------- | -------- | ------- | -------- | -------- | -------- | -------- | -------- | -------- | ------ |
| 2009 | ART Grand Prix | HOC1 1 Ki | HOC1 2 16 | LAU 1 2  | LAU 2 13 | NOR 1 12 | NOR 2 Ki | ZAN 1 2 | ZAN 2 6 | OSC 1 2 | OSC 2 8 | NÜR 1 2 | NÜR 2 4  | BRH 1 2 | BRH 2 15 | CAT 1 4 | CAT 2 6  | DIJ 1 16 | DIJ 2 Ki | HOC2 1 2 | HOC2 2 5 | 3.       | 62     |
| 2010 | ART Grand Prix | LEC 1 9   | LEC 2 6   | HOC1 1 3 | HOC1 2 5 | VAL 1 2  | VAL 2 4  | NOR 1 3 | NOR 2 1 | NÜR 1 6 | NÜR 2 7 | ZAN 1 2 | ZAN 2 Ki | BRH 1 4 | BRH 2 4  | OSC 1   | OSC 2 Ki | HOC2 1 2 | HOC2 2 3 |          |          | 3.       | 74     |

### Teljes GP3-as eredménysorozata
| Év   | Csapat    | 1         | 2         | 3          | 4         | 5         | 6         | 7          | 8          | 9         | 10        | 11        | 12        | 13        | 14         | 15        | 16         | Helyezés | Pontok |
| ---- | --------- | --------- | --------- | ---------- | --------- | --------- | --------- | ---------- | ---------- | --------- | --------- | --------- | --------- | --------- | ---------- | --------- | ---------- | -------- | ------ |
| 2011 | Lotus ART | TUR FEA 4 | TUR SPR 8 | ESP FEA 10 | ESP SPR 7 | EUR FEA 7 | EUR SPR 3 | GBR FEA 15 | GBR SPR 12 | GER FEA 3 | GER SPR 1 | HUN FEA 1 | HUN SPR 2 | BEL FEA 1 | BEL SPR 19 | ITA FEA 1 | ITA SPR 17 | 1.       | 62     |

### Teljes Formula–1-es eredménysorozata
(Táblázat értelmezése)

(Félkövér: pole-pozícióból indult; dőlt: leggyorsabb kört futott) 

| Év   | Csapat     | 1      | 2      | 3      | 4       | 5      | 6      | 7      | 8      | 9      | 10     | 11     | 12     | 13      | 14     | 15      | 16     | 17     | 18     | 19     | 20     | 21     | 22     | 23     | 24     | Helyezés | Pont |
| ---- | ---------- | ------ | ------ | ------ | ------- | ------ | ------ | ------ | ------ | ------ | ------ | ------ | ------ | ------- | ------ | ------- | ------ | ------ | ------ | ------ | ------ | ------ | ------ | ------ | ------ | -------- | ---- |
| 2012 | Williams   | AUS    | MAL Tp | CHN Tp | BHR Tp  | ESP Tp | MON    | CAN    | EUR Tp | GBR Tp | GER Tp | HUN Tp | BEL Tp | ITA Tp  | SIN    | JPN Tp  | KOR Tp | IND Tp | UAE Tp | USA    | BRA Tp |        |        |        |        | —        | —    |
| 2013 | Williams   | AUS 14 | MAL 11 | CHN 13 | BHR 14  | ESP 16 | MON 12 | CAN 14 | GBR 12 | GER 16 | HUN Ki | BEL 15 | ITA 15 | SIN 13  | KOR 12 | JPN 17  | IND 16 | UAE 15 | USA 8  | BRA Ki |        |        |        |        |        | 17.      | 4    |
| 2014 | Williams   | AUS 5  | MAL 8  | BHR 8  | CHN 7   | ESP 5  | MON Ki | CAN 7  | AUT 3  | GBR 2  | GER 2  | HUN 8  | BEL 3  | ITA 4   | SIN 11 | JPN 6   | RUS 3  | USA 5  | BRA 10 | UAE 3  |        |        |        |        |        | 4.       | 186  |
| 2015 | Williams   | AUS Vi | MAL 5  | CHN 6  | BHR 4   | ESP 4  | MON 14 | CAN 3  | AUT 5  | GBR 5  | HUN 13 | BEL 9  | ITA 4  | SIN 5   | JPN 5  | RUS 12† | USA Ki | MEX 3  | BRA 5  | UAE 13 |        |        |        |        |        | 5.       | 136  |
| 2016 | Williams   | AUS 8  | BHR 9  | CHN 10 | RUS 4   | ESP 5  | MON 12 | CAN 3  | EUR 6  | AUT 9  | GBR 14 | HUN 9  | GER 9  | BEL 8   | ITA 6  | SIN Ki  | MAL 5  | JPN 10 | USA 16 | MEX 8  | BRA 11 | UAE Ki |        |        |        | 8.       | 85   |
| 2017 | Mercedes   | AUS 3  | CHN 6  | BHR 3  | RUS 1   | ESP Ki | MON 4  | CAN 2  | AZE 2  | AUT 1  | GBR 2  | HUN 3  | BEL 5  | ITA 2   | SIN 3  | MAL 5   | JPN 4  | USA 5  | MEX 2  | BRA 2  | UAE 1  |        |        |        |        | 3.       | 305  |
| 2018 | Mercedes   | AUS 8  | BHR 2  | CHN 2  | AZE 14† | ESP 2  | MON 5  | CAN 2  | FRA 7  | AUT Ki | GBR 4  | GER 2  | HUN 5  | BEL 4   | ITA 3  | SIN 4   | RUS 2  | JPN 2  | USA 5  | MEX 5  | BRA 5  | UAE 5  |        |        |        | 5.       | 216  |
| 2019 | Mercedes   | AUS 1  | BHR 2  | CHN 2  | AZE 1   | ESP 2  | MON 3  | CAN 4  | FRA 2  | AUT 3  | GBR 2  | GER Ki | HUN 8  | BEL 3   | ITA 2  | SIN 5   | RUS 2  | JPN 1  | MEX 3  | USA 1  | BRA Ki | UAE 4  |        |        |        | 2.       | 326  |
| 2020 | Mercedes   | AUT 1  | STY 2  | HUN 3  | GBR 11  | 70 3   | ESP 3  | BEL 2  | ITA 5  | TOS 2  | RUS 1  | EIF Ki | POR 2  | EMI 2   | TUR 14 | BHR 8   | SAK 8  | UAE 2  |        |        |        |        |        |        |        | 2.       | 223  |
| 2021 | Mercedes   | BHR 3  | EMI Ki | POR 3  | ESP 3   | MON Ki | AZE 12 | FRA 4  | STY 3  | AUT 2  | GBR 3  | HUN Ki | BEL 12 | NED 3   | ITA 3  | RUS 5   | TUR 1  | USA 6  | MEX 15 | BRA 3  | QAT Ki | SAU 3  | UAE 6  |        |        | 3.       | 226  |
| 2022 | Alfa Romeo | BHR 6  | SAU Ki | AUS 8  | EMI 5   | MIA 7  | ESP 6  | MON 9  | AZE 11 | CAN 7  | GBR Ki | AUT 11 | FRA 14 | HUN 20† | BEL Ki | NED Ki  | ITA 13 | SIN 11 | JPN 15 | USA Ki | MEX 10 | BRA 9  | UAE 15 |        |        | 10.      | 49   |
| 2023 | Alfa Romeo | BHR 8  | SAU 18 | AUS 11 | AZE 18  | MIA 13 | MON 11 | ESP 19 | CAN 10 | AUT 15 | GBR 12 | HUN 12 | BEL 12 | NED 14  | ITA 10 | SIN Ki  | JPN Ki | QAT 8  | USA 12 | MEX 15 | BRA Ki | LVS 17 | UAE 19 |        |        | 15.      | 10   |
| 2024 | Sauber     | BHR 19 | SAU 17 | AUS 14 | JPN 14  | CHN Ki | MIA 16 | EMI 18 | MON 13 | CAN 13 | ESP 16 | AUT 16 | GBR 15 | HUN 16  | BEL 15 | NED 19  | ITA 16 | AZE 16 | SIN 16 | USA 17 | MEX 14 | BRA 13 | LVS 18 | QAT 11 | UAE Ki | 23.      | 0    |

† A versenyt nem fejezte be, de helyezését értékelték, mert a versenytáv több, mint 90%-át teljesítette.
Megjegyzés: 2014-ben a szezonzáró nagydíjon dupla pontokat osztottak.

## Külső hivatkozások
- Valtteri Bottas hivatalos oldala